# Muscolo
El muscolo (del latín musculus; en italiano, músculo) era una estructura muy resistente y más pesada que la vinea, utilizada para el asedio. Solía montarse sobre ruedas o rodillos para permitir a los asaltantes acercarse de los muros y comenzar la demolición con seguridad, protegidos por esta estructura extremadamente resistente y móvil, o para rellenar un foso y levantar una rampa de asedio. 
Por lo tanto, debía ser capaz de resistir los golpes de los asediados (como los cantos rodados, el aceite hirviendo o la brea encendida). Entonces se la dotaba de una cobertura mucho más resistente formada por una capa de ladrillos pegados con mortero, sobre la cual se colocaba una capa de cuero, como si fuese un gran colchón, con el fin de debilitar los golpes de las piedras que fuesen lanzadas desde las alturas. Plinio el Viejo cuenta que el nombre deriva de un animal marino que sigue a las ballenas.